# Tako Gatschetschiladse

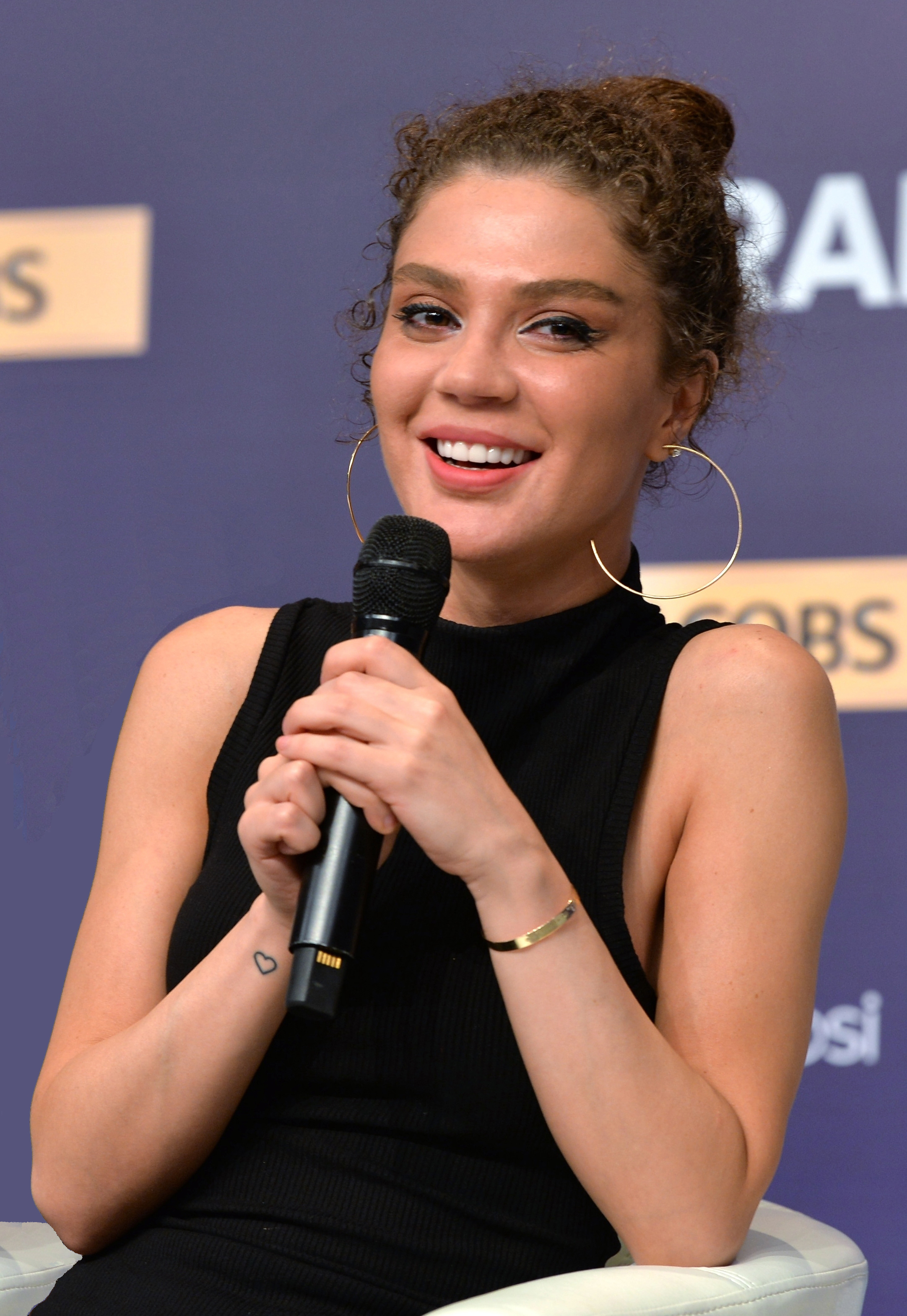
Tako Gatschetschiladse (2017)

Tamara „Tako“ Gatschetschiladse (georgisch თამარა „თაკო“ გაჩეჩილაძე; * 17. März 1983 in Tbilissi, Georgische SSR, UdSSR) ist eine georgische Sängerin.

## Leben und Wirken
Tako Gatschetschiladse war Mitglied der Band Stephane & 3G, die Georgien beim Eurovision Song Contest 2009 in Moskau vertreten sollte. Die Band wurde jedoch disqualifiziert, da ihr Titel We don’t wanna put in als Kritik an Russlands Präsident Wladimir Putin gesehen wurde („We don’t wanna Putin“ = „Wir wollen Putin nicht“).
Beim georgischen Vorentscheid zum Eurovision Song Contest 2017 konnte Gatschetschiladse unter 25 Teilnehmern 14 Prozent der Stimmen erzielen, sodass sie Georgien mit der von ihr geschriebenen und komponierten Popballade Keep the Faith in Kiew vertreten durfte. Sie konnte sich allerdings nach der Teilnahme am ersten Halbfinale nicht für das Finale des Wettbewerbs qualifizieren.

## Diskografie
Singles
- 2017: Keep the Faith